# Graham Ritchie
Graham Ritchie (Parry Sound, 23 settembre 1998) è un fondista canadese.

## Biografia
Attivo in gare FIS dal gennaio del 2016, Ritchie ha esordito in Coppa del Mondo l'11 gennaio 2020 a Dresda (46º), ai Campionati mondiali a Oberstdorf 2021, dove si è classificato 67º nella 15 km, 34º nella sprint, 7º nella sprint a squadre e 10º nella staffetta, e ai Giochi olimpici invernali a Pechino 2022, dove si è piazzato 34º nella sprint, 5º nella sprint a squadre e 11º nella staffetta. Ai Mondiali di Planica 2023 si è piazzato 46º nella 15 km, 20º nella sprint, 4º nella sprint a squadre e 5º nella staffetta e a quelli di Trondheim 2025 è stato 48º nella sprint.

## Palmarès

### Coppa del Mondo
- Miglior piazzamento in classifica generale: 80º nel 2022